# Scandinavian TPC
Scandinavian TPC hosted by Annika var en årlig golftävling på Ladies European Tour. Tävlingen hölls i början på augusti, och banorna var olika från år till år. 
Tävlingen spelades första gången 1985 och ändrade namn flera gånger beroende på byte av sponsorer. År 2005 blev Annika Sörenstam värd för tävlingen, varpå den döptes till Scandinavian TPC hosted by Annika.
Scandinavian TPC:s prissumma var de sista åren en av de största på Ladies European Tour. Tävlingen har vunnits sju gånger av Annika Sörenstam och fyra gånger av Liselotte Neumann.

## Segrare
| År   | Segrare             | Tävling                           | Bana              |
| ---- | ------------------- | --------------------------------- | ----------------- |
| 1985 | Cathy Panton        | Delsjö Open                       | Delsjö GK         |
| 1985 | Liselotte Neumann   | Höganäs Open                      | Mölle GK          |
| 1986 | Corinne Dibnah      | Kristianstad Ladies Open          | Kristianstads GK  |
| 1986 | Karen Lunn          | Borlänge Ladies Open              | Falun-Borlänge GK |
| 1988 | M-L de Lorenzi-Taya | Gothenburg Ladies Open            | Delsjö GK         |
| 1989 | Allison Nicholas    | Gislaved Ladies Open              | Isaberg GK        |
| 1990 | Dale Reid           | Haninge Ladies Open               | Haninge GK        |
| 1991 | Liselotte Neumann   | IBM Ladies Open                   | Haninge GK        |
| 1992 | Helen Alfredsson    | IBM Ladies Open                   | Haninge GK        |
| 1993 | Lora Fairclough     | IBM Ladies Open                   | Haninge GK        |
| 1994 | Liselotte Neumann   | Trygghansa Ladies Open            | Haninge GK        |
| 1995 | Liselotte Neumann   | Trygghansa Ladies Open            | Haninge GK        |
| 1996 | Annika Sörenstam    | Trygghansa Ladies Open            | Haninge GK        |
| 1996 | Federica Dassu      | Compaq Open                       | Örebro GK         |
| 1997 | Annika Sörenstam    | Compaq Open                       | Österåkers GK     |
| 1998 | Annika Sörenstam    | Compaq Open                       | Barsebäck GCC     |
| 1999 | Laura Davies        | Compaq Open                       | Österåkers GK     |
| 2000 | Juli Inkster        | Compaq Open                       | Barsebäck GCC     |
| 2001 | Raquel Carriedo     | Compaq Open                       | Österåkers GK     |
| 2002 | Annika Sörenstam    | Compaq Open                       | Vasatorps GK      |
| 2003 | Sophie Gustafson    | Compaq Open                       | Drottningholms GK |
| 2004 | Annika Sörenstam    | HP Open                           | Ullna GC          |
| 2005 | Annika Sörenstam    | Scandinavian TPC hosted by Annika | Barsebäck GCC     |
| 2006 | Annika Sörenstam    | Scandinavian TPC hosted by Annika | Bro-Bålsta GK     |
| 2007 | Catriona Matthew    | Scandinavian TPC hosted by Annika | Barsebäck GCC     |
| 2008 | Amy Yang            | Scandinavian TPC hosted by Annika | Frösåkers GK      |